# 에르빈 호퍼
에르빈 호퍼(독일어: Erwin Hoffer, 1987년 4월 14일, 니더외스터라이히 주 바덴 바이 빈 ~)는 오스트리아의 전 프로 축구 선수로, 스트라이커로 활약했다.

## 클럽 경력

### 아드미라 바커
니더외스터라이히 주 바덴 바이 빈 출신인 호퍼는 하이트호프, 트리부스빙켈, 그리고 바데너의 유소년부를 거쳐 아드미라 바커에 입단해 프로 무대 신고식을 치렀다. 아드미라 바커의 유소년부를 졸업한 호퍼는 2004년부터 2006년까지 1군 선수로 활약했다. 그는 슈투름 그라츠 전과 파싱전을 포함해 총 4골을 기록했다.

### 라피트 빈

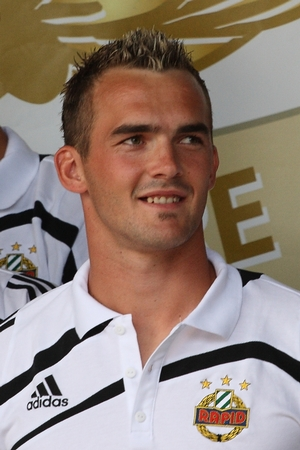
2009년 소속 구단의 공개일에 촬영된 호퍼.

아드미라 바커에서 2년을 보낸 호퍼는 튀르키예의 카이세리스포르로 떠난 무하메트 아카귄뒤즈의 대체자로 낙점되어 라피트 빈으로 이적했다.
호퍼는 2006년 7월 29일에 라피트 빈 첫 경기를 치렀는데, 0-1로 패한 리트와의 경기에서 후반전에 교체로 출전했다. 주로 2군에서 활약하던 호퍼는 2007년 5월 13일에 2-0으로 이긴 그라처와의 경기에서 홀로 2골을 기록했다. 호퍼는 1년차에 21번의 경기에 출전해 4골을 넣었다.
2007-08 시즌 초에 국가대표팀 차출로 결장했던 호퍼는1-0으로 이긴 라인도르프 알타흐와의 2007년 8월 1일 경기에서 1-0 결승골의 시발점이 되었다. 2007년 11월 3일, 그는 4-0으로 이긴 리트와의 경기에서 1골을 기록하며 시즌 첫 골을 신고했고, 그 외의 1골을 도왔다. 이후, 그는 2-0으로 이긴 아우스트리아 케른텐과의 경기에서 홀로 2번 골망을 흔들었다. 2008년 3월 23일, 그는 7-0으로 이긴 레드 불 잘츠부르크와의 경기에서 해트트릭을 달성했고, 2번의 도움도 올려 대승을 견인했다. 호퍼는 시즌 막판 3경기에서 나란히 득점을 기록했는데, 3-0으로 이긴 2008년 4월 21일 라인도르프 알타흐와의 경기 결승골을 기록하면서 라피트 빈은 2007-08 시즌 오스트리아 분데스리가 우승을 확정지었다. 그 결과, 호퍼는 2011년까지 유효한 계약서에 서명했다.

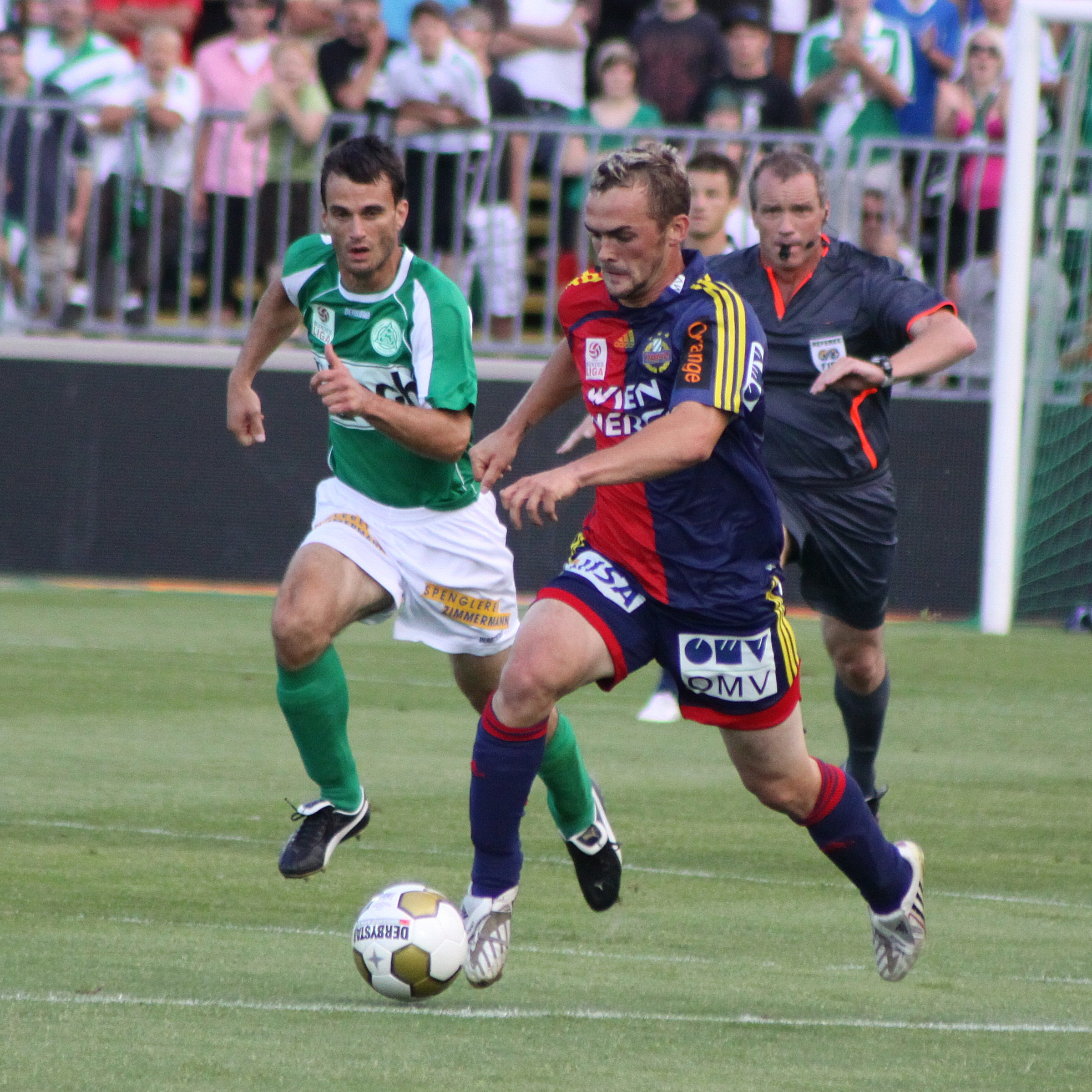
2009년, 라피트 빈의 호퍼.

2008-09 시즌, 호퍼는 시즌 초반에 맹활약했는데, 아우스트리아 케른텐, 아노르토시스 파마구스타, 라인도르프 알타흐(4골), 그리고 LASK와의 모든 대회 경기에서 도합 7골을 기록했다. 이후 3개월 동안 무득점으로 침묵하던 호퍼는 다시 득점포를 가동해 LASK, 슈투름 그라츠(2골), 라인도르프 알타흐(해트트릭), 그리고 아우스트리아 빈과의 경기에서 골망을 흔들며, 연말까지 꾸준히 득점했다. 2009년 3월 8일부터 3월 21일까지는 3번의 경기에서 5골을 넣었는데, 카펜베르거와 아우스트리아 케른텐을 상대로는 2골씩 넣었다. 이후 호퍼는 근육 부상으로 잠시 빠진 후, 레드 불 잘츠부르크 카펜베르거를 상대로 2009년 5월에 해트트릭을 2번 기록했다. 2008-09 시즌에 마르크 양코 다음으로 많은 득점을 올린 호퍼는 총 39번의 경기에서 29골을 기록했다.
2008-09 시즌을 끝으로 호퍼는 유럽 방방곡곡 구단의 제의를 받았다. 이적설이 난무하는 가운데, 호퍼는 2번의 유로파리그 예선전 경기에 출전했고, 블라즈니아 슈코더르와의 유로파리그 예선전에서는 1차전에 출전해 득점을 올렸고, 라피트 빈은 8-0 대승을 거두었다. 라피트 빈은 호퍼에 대한 타 구단의 제의를 받은 사실을 부인했지만, 결국 라피트 빈과 나폴리가 호퍼의 이적에 합의를 보았다.

### 나폴리

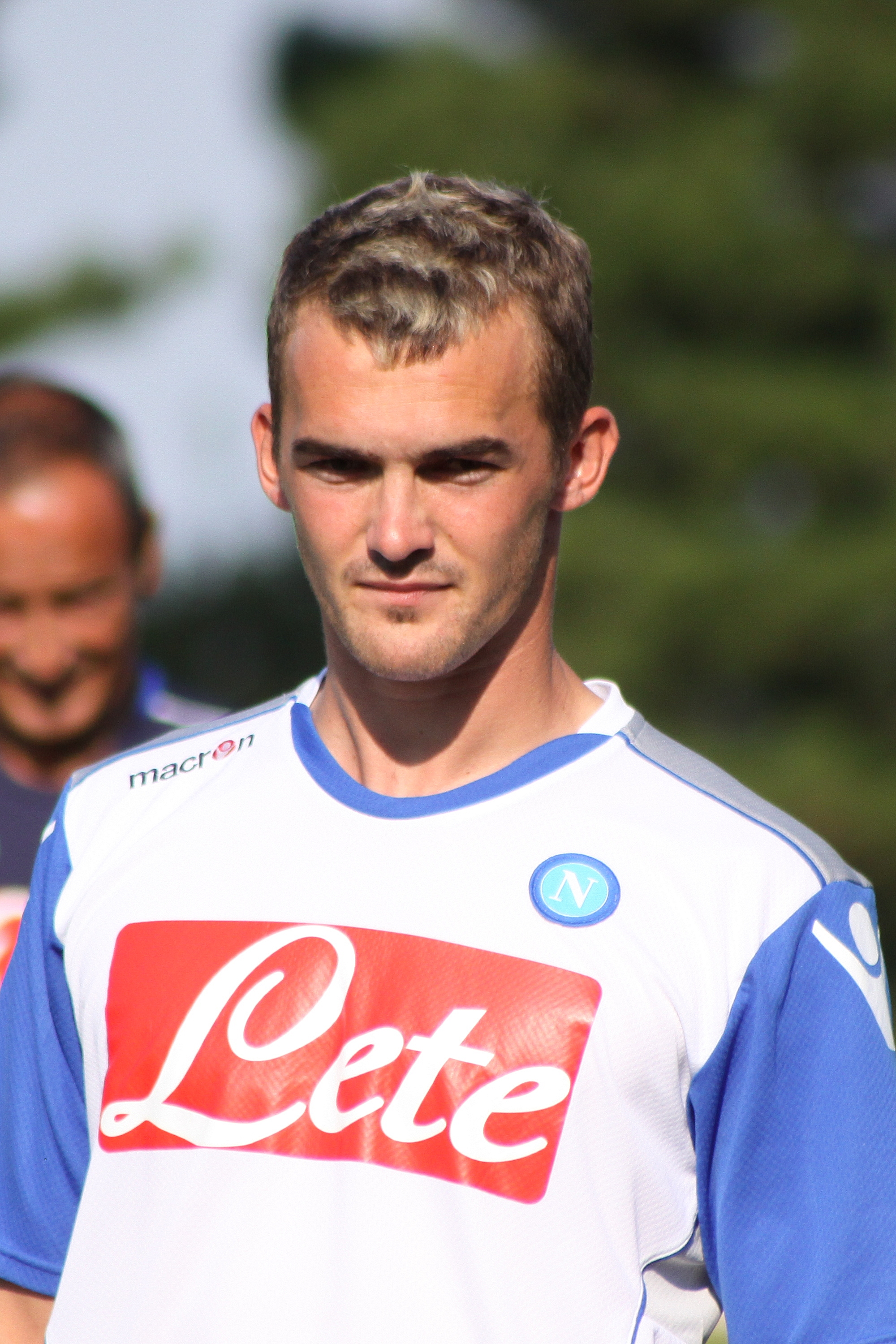
나폴리 훈련에 참가한 호퍼.

2009년 7월 28일, 나폴리는 €5M에 오스트리아 스트라이커와 5년 계약을 체결했다.

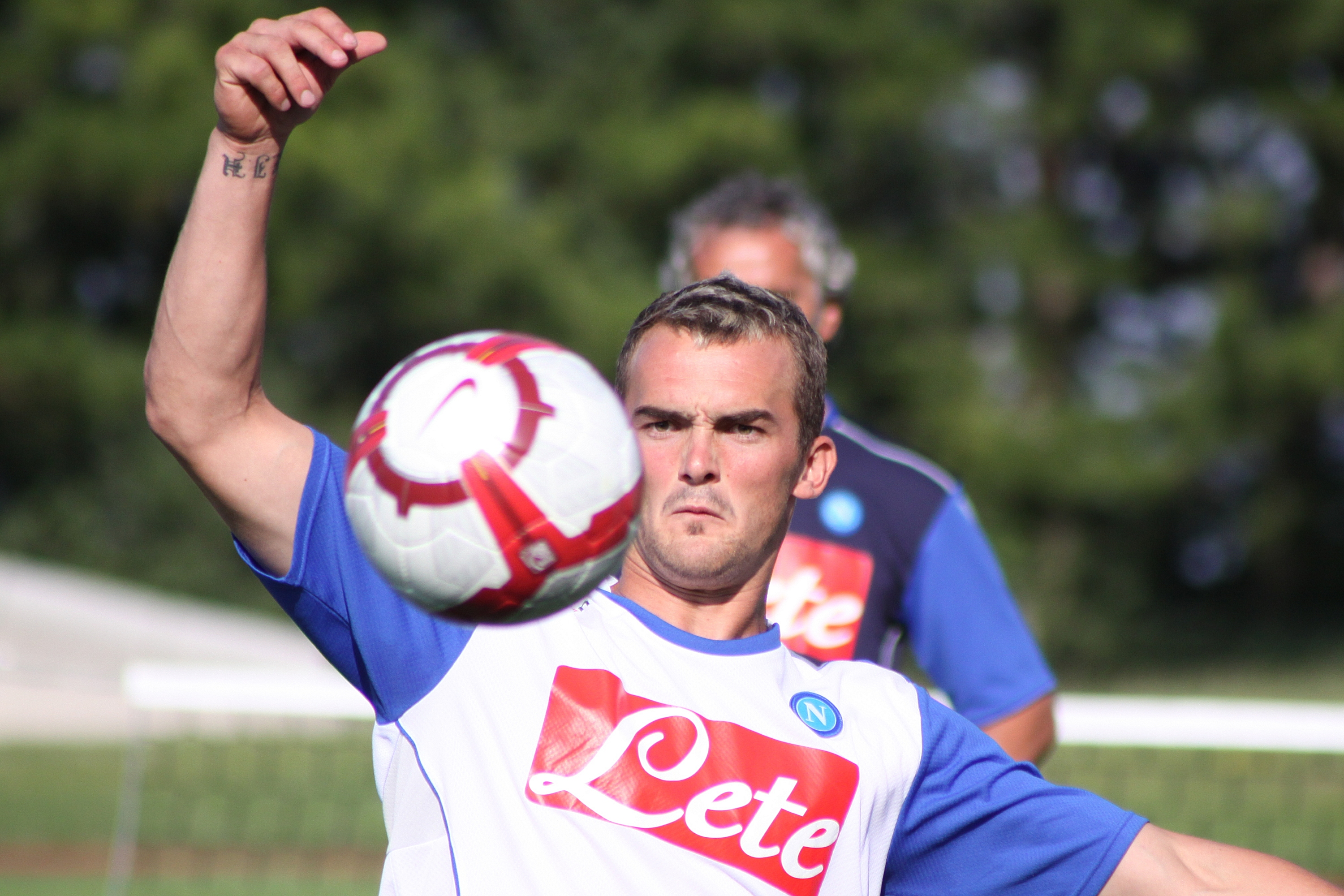
나폴리 훈련에서 공을 모는 호퍼.

2009년 8월 16일, 호퍼는 살레르니타나와의 코파 이탈리아 경기에서 "파르티노페인"(partenopei) 소속으로 첫 골을 신고했고, 경기는 3-0으로 이겼다. 경기 후, 호퍼는 첫 골에 대해 소감을 다음과 같이 밝혔다: "이보다 더 좋게 시작하는 방법은 없습니다. 저는 더 많은 경기에 출전해 가진 것을 보여줄 수 있으리라 바라고 있었고, 좋게 공을 받아 차넣었습니다." 2주 후인 2009년 8월 30일, 그는 나폴리를 상대로 리그 첫 경기를 치렀는데, 3-1로 이긴 리보르노와의 경기에서 막판 교체로 출전했다. 그러나, 2009-10 시즌이 진행되면서 호퍼의 나폴리 1군 기회는 헤르만 데니스와 파비오 콸리아렐라의 존재로 인해 줄어들었다. 그는 2010년 1월에 키에보 베로나의 제의를 거절했다. 시즌 내내 후보 선수로서 보내며 그리 많은 출전 기회를 받지 못한 호퍼는 11경기에 출전해 1골을 기록하는데 그쳤다.

### 카이저슬라우테른 임대

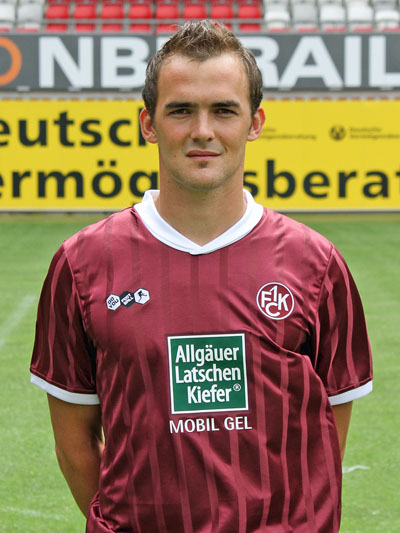
2010년, 카이저슬라우테른 임대 후 촬영된 호퍼.

2010-11 시즌을 앞두고, 호퍼의 독일 카이저슬라우테른과 마인츠 05로의 이적설이 대두되었다. 결국, 그는 2010-11 시즌 동안 카이저슬라우테른으로 임대되었고, 완전 이적 관련 조항이 계약서에 없었다. 그러나, 호퍼는 나폴리에서의 출전 시간 부족에 불만을 표출했고, 이탈리아에서의 출전 기회는 그리 많이 주어지지 않았다. 그에도 불구하고, 그는 카이저슬라우테른으로 이적해 독일에서는 이탈리아 무대에서와 다르게 도약하기를 꾀했다.
호퍼는 오스나브뤼크와의 DFB-포칼 첫 경기에서 독일 무대 첫 경기를 뛰었고, 일리얀 미찬스키와 교체되어 들어간 호퍼는 2골을 기록하며 연장전 끝에 3-2 승리를 거두는데 일조했다. 1주 후인 2010년 8월 21일, 그는 리그 첫 경기를 치렀는데, 3-1로 이긴 쾰른과의 경기에서 이보 일리체비치의 골을 도왔다. 1개월 후인 2010년 9월 18일, 그는 2-2로 비긴 호펜하임전에서 2골을 길고했다. 그러나, 호퍼는 카이저슬라우테른에서도 1군 주전 경쟁이 치열해 후보로 벤치에서 대기하는 일이 잦았다. 2010년 11월 28일, 그는 4-1로 이긴 부퍼탈러와의 2군 경기에서 해트트릭을 달성했다. 2월에 지병으로 1군에서 잠시 제외된 후, 호퍼는 완쾌하고 2주 뒤인 2011년 3월 12일에 열린 프라이부르크와의 경기에서 득점을 올렸다. 호퍼는 2010-11 시즌을 27경기 출전 5골로 마쳤다.

### 아인트라흐트 프랑크푸르트 임대
카이저슬라우테른 임대를 마친 호퍼의 다음 행선지는 2011-12 시즌에 2. 분데스리가로 강등된 아인트라흐트 프랑크푸르트였다. 그는 1년 임대로 프랑크푸르트에 합류했고, 계약서에는 완전 이적 조항이 포함되었다. 그는 시즌 개막을 앞두고 등번호 10번을 받았다.
호퍼는 2011년 7월 15일에 아인트라흐트 프랑크푸르트 첫 경기를 치렀는데, 그는 3-2로 이긴 그로이터 퓌르트전에서 중앙 공격수로 90분을 소화했다. 2011년 9월 30일, 그는 3-1로 이긴 우니온 베를린전에서 시즌 첫 골을 기록했다. 3주 후인 2011년 10월 23일, 호퍼는 3-0으로 이긴 뒤스부르크전에서 2골을 넣었다. 2011년 말까지, 그는 2골을 추가했다. 아인트라흐트 프랑크푸르트에 합류하고도 호퍼는 1군에서 다른 스트라이커와의 주전 경쟁으로 고전했다. 그러나 1월에 들어 호퍼는 1군 주전을 재확보했는데, 이 시기에 알렉산더 마이어와 모하마두 이드리수와 3각편대를 구성했다. 이후, 그는 6-1로 이긴 2012년 2월 18일 FSV 프랑크푸르트전에서 1골 2도움을 기록했다. 그는 이후 시즌 말까지 3골을 추가했다. 1경기를 결장했지만, 호퍼는 2011-12 시즌을 분데스리가 승격으로 마무리했고, 모든 대회를 통틀어 31번의 경기에 출전해 9번 골망을 흔들었다.
2012-13 시즌을 앞두고, 호퍼는 완전 이적 조항을 발동하지 않게 되면서 나폴리로 복귀했다. 그 대신, 그는 2012년 8월 6일에 아인트라흐트 프랑크푸르트와 1년 임대 계약을 다시 맺고 복귀했다. 그는 2012년 9월 21일에 3-2로 이긴 뉘른베르크전에서 아인트라흐트 프랑크푸르트 선수로서 10번째 골을 기록했다. 그러나 호퍼는 1군 경쟁과 부상 문제로 다시 악전고투했다. 그 결과 호퍼는 임대 계약 해지를 요청했고, 구단은 이를 수락했다.

### 카이저슬라우테른 임대 복귀
라피트 빈 복귀가 좌절된 후, 호퍼는 시즌 말까지 카이저슬라우테른에 재임대되었다.
호퍼는 2013년 2월 4일에 1-0으로 이긴 1860 뮌헨전에서 후반전 교체로 복귀전을 치렀다. 2013년 2월 8일, 그는 뒤나모 드레스덴과의 그 다음 경기에서 카이저슬라우테른 복귀골을 기록했고, 결과는 3-0 완승이었다. 카이저슬라우테른 1군에서 자신의 입지를 확고이 한 호퍼는 16번의 경기에 출전하며 2골을 더 넣었다.
2012-13 시즌 후, 호퍼는 원 소속 구단으로 복귀했다. 2013-14 시즌을 앞두고 다시 1군 출전 기회가 부족했던 호퍼는 벨기에의 쥘터 바레험에서 제레미 보킬라를 영입하는데 실패한 포르투나 뒤셀도르프의 영입 대상이 되었다.

### 포르투나 뒤셀도르프

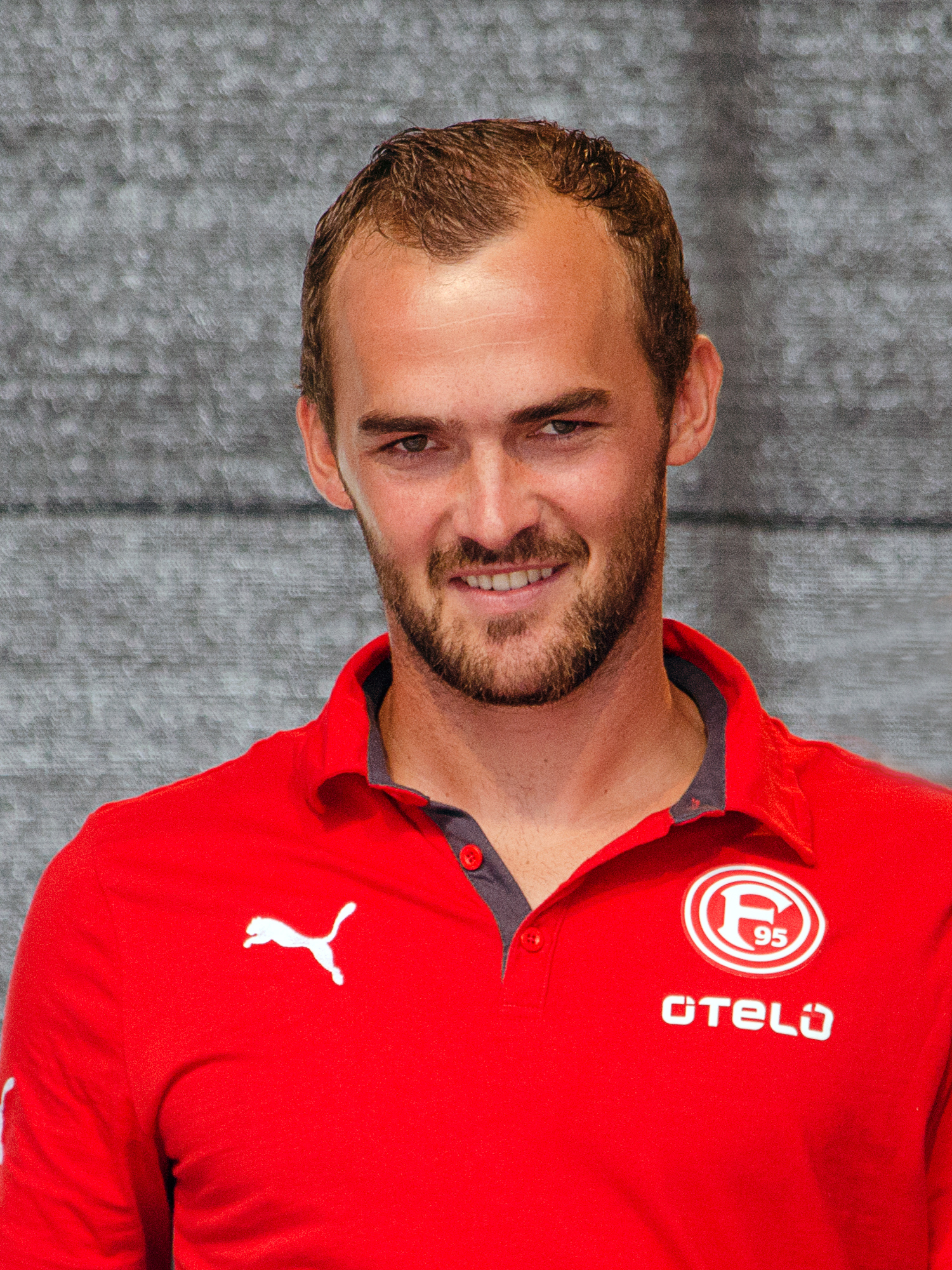
포르투나 뒤셀도르프의 호퍼.

2013년 8월 21일, 호퍼는 공식적으로 포르투나 뒤셀도르프와 2년 계약을 맺고 입단하면서, 나폴리에서의 불행한 생활을 청산했다.
호퍼는 2013년 8월 30일에 포르투나 뒤셀도르프 신고식을 치렀는데, 2-4로 패한 아르미니아 빌레펠트 전에서 교체로 출전해 30분을 뛰었다. 2013년 12월 9일, 그는 1-0으로 이긴 카이저슬라우테른과의 경기에서 첫 골을 넣었다. 이후, 그는 에네르기 코트부스전과 쾰른전에서 1골씩 추가했다. 포르투나 뒤셀도르프에 합류한 이래, 호퍼는 할리손 벤스호프와 아리스티드 방세와 같은 선수들과 스트라이커 주전 경쟁을 벌였고, 그에 따라 호퍼는 시즌 전반기에 벤치를 지키는 일이 많았다. 후반기에 들어, 호퍼는 올리버 레크 신임 감독의 지도 하에 1군 지위를 되찾았다. 그는 6골을 추가했는데, 2014년 4월 26일부터 2014년 5월 11일까지는 3경기에서 4골을 넣었고, 그 상대는 에르체게비르게 아우에(2골), 카를스루에, 그리고 카이저슬라우테른이 있었다. 호퍼는 포르투나 뒤셀도르프 1년차에 24번의 경기에 출전해 9골을 넣었다.
2014-15 시즌, 호퍼는 2-2로 비긴 아인트라흐트 브라운슈바이크와의 개막전에 선발로 출전해 벤스호프의 1골을 도왔다. 이후, 그는 3-0으로 이긴 에르체게비르게 아우에전에서 2골을 넣어 3-0 승리를 견인했다. 이후, 그는 2-0으로 이긴 뉘른베르크와의 다음 경기에서 득점을 올렸다. 그는 2014-15 시즌 초부터 벤스호프와 골을 계속해서 합작해 나갔다. 그러나, 호퍼의 기량이 하락하면서 요엘 포흐얀팔로에게 자리를 내주고 시즌 대부분을 후보로서 벤치에 머물렀다. 비록 출전 기회를 잡기도 했지만, 대부분 후보로서 교체 투입된 것으로, 호퍼 자신도 부상으로 허덕였으며, 2015년 5월 17일에 2-0으로 이긴 잔트하우젠전이 되어서야 8개월 만에 처음으로 골맛을 보았다. 그는 포르투나 뒤셀도프르 2년차에 22번의 경기에 출전해 4골을 기록했다.
2015년 4월, 호퍼는 2014-15 시즌을 끝으로 구단을 떠날 것임이 확정되었고, 계약을 연장하지 않을 것이라고 밝혔다.

### 카를스루에

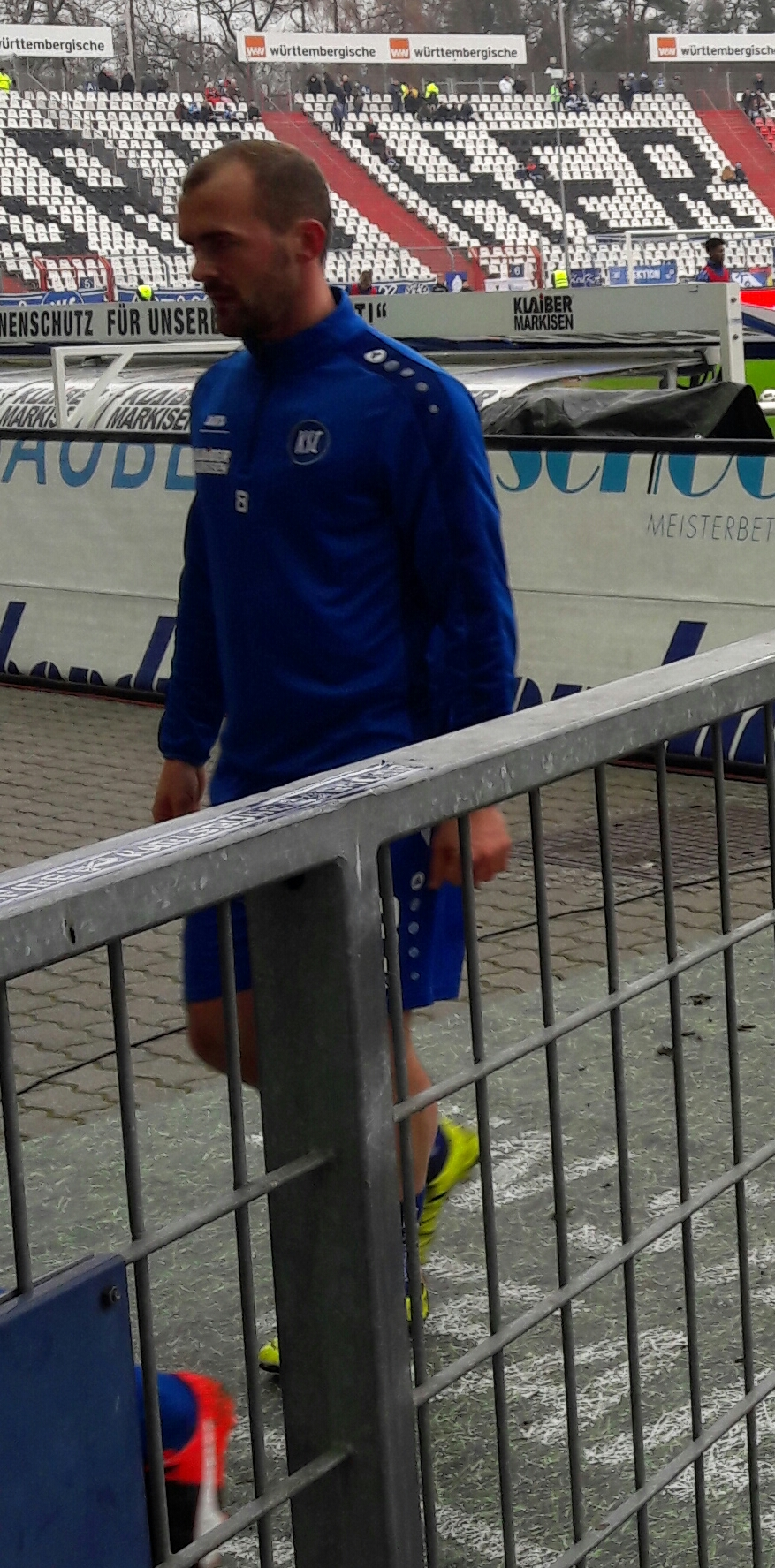
카를스루에에서 촬영된 호퍼.

포르투나 뒤셀도르프를 떠난 호퍼는 2015년 6월 11일에 카를스루에와 2017년까지 유효한 2년 계약을 맺고 합류했다.
호퍼는 0-1로 패한 그로이터 퓌르트와의 개막전에서 선발로 출전해 45분을 뛰고 교체되어 나가며 신고식을 치렀다. 이후, 그는 2015년 8월 14일에 카를스루에 1호골을 기록했는데, FSV 프랑크푸르트전에서 2-1 승리를 거두었다. 그는 뒤이어 2015년 8월 22일에 2-0으로 이긴 뒤스부르크전에서도 골맛을 보았다. 2015년 말까지, 그는 2골을 추가했는데, 시즌 개막 후 전반기에 4골을 기록했다. 카를스루에 합류 후, 호퍼는 파스칼 쾨프케, 디미트리 나자로프, 디미트리스 디아만타코스, 그리고 바딤 만존과 스트라이커 자리를 놓고 치열한 경쟁을 펼쳤고, 마르쿠스 카우친스키 감독의 지휘 하에 4-4-2 배치 형태에 따라 기용되었다. 결국, 호퍼는 1군에서 물러나, 후보로 벤치에서 대기하는 시간이 길어졌다. 호퍼는 1년차를 28경기 출전 4골로 마쳤다.
2016-17 시즌, 호퍼는 "감독이 결정하지만, 전 준비되었고요, 구단을 돕고 싶습니다"라고 발언하고, 카를스루에에 잔류했다. 2016년 9월 24일, 그는 2-0으로 이긴 에르체게비르게 아우에전에서 시즌 1호골을 뽑아냈고, 모리츠 슈토펠캄프의 골도 도왔다. 그는 2017년 1월 29일에 3-2로 이긴 아르미니아 빌레펠트전에서도 골을 넣었다. 그러나, 호퍼는 디아만타코스와 플로리안 캄베리와 스트라이커 자리를 놓고 계속해서 경쟁했다. 3월에, 그는 훈련 중 부상을 당했다. 호퍼는 2년차에 23번의 경기에 출전해 2골을 넣었다.
2016-17 시즌을 끝으로, 호퍼는 구단으로부터 연장 계약을 제의 받았지만, 거절하고 떠났다. 카를스루에 시절, 호퍼는 구단의 지지자들로부터 많은 지지를 받았다.

### 베이르스호트 빌레이크
카를스루에를 떠난 호퍼는 2017년 9월 11일에 벨기에 챌린저 프로 리그의 베이르스호트 빌베이크와 2년 계약을 맺고 이적했다. 그는 라피트 빈으로의 이적설도 여름에 돌았지만, 성사되지 않았다.
호퍼는 2017년 9월 16일에 베이르스호트 빌베이크 첫 경기를 치렀는데, 2-2로 비긴 베스테를로와의 경기에서 81분에 교체로 들어간 후 3분 만에 득점을 기록했다.
그는 2018-19 시즌에 계약이 만료되면서 구단을 떠났다.

### 아드미라 바커 복귀
2019년 8월 8일, 그는 친정 구단 아드미라 바커로 복귀했다.

## 국가대표팀 경력

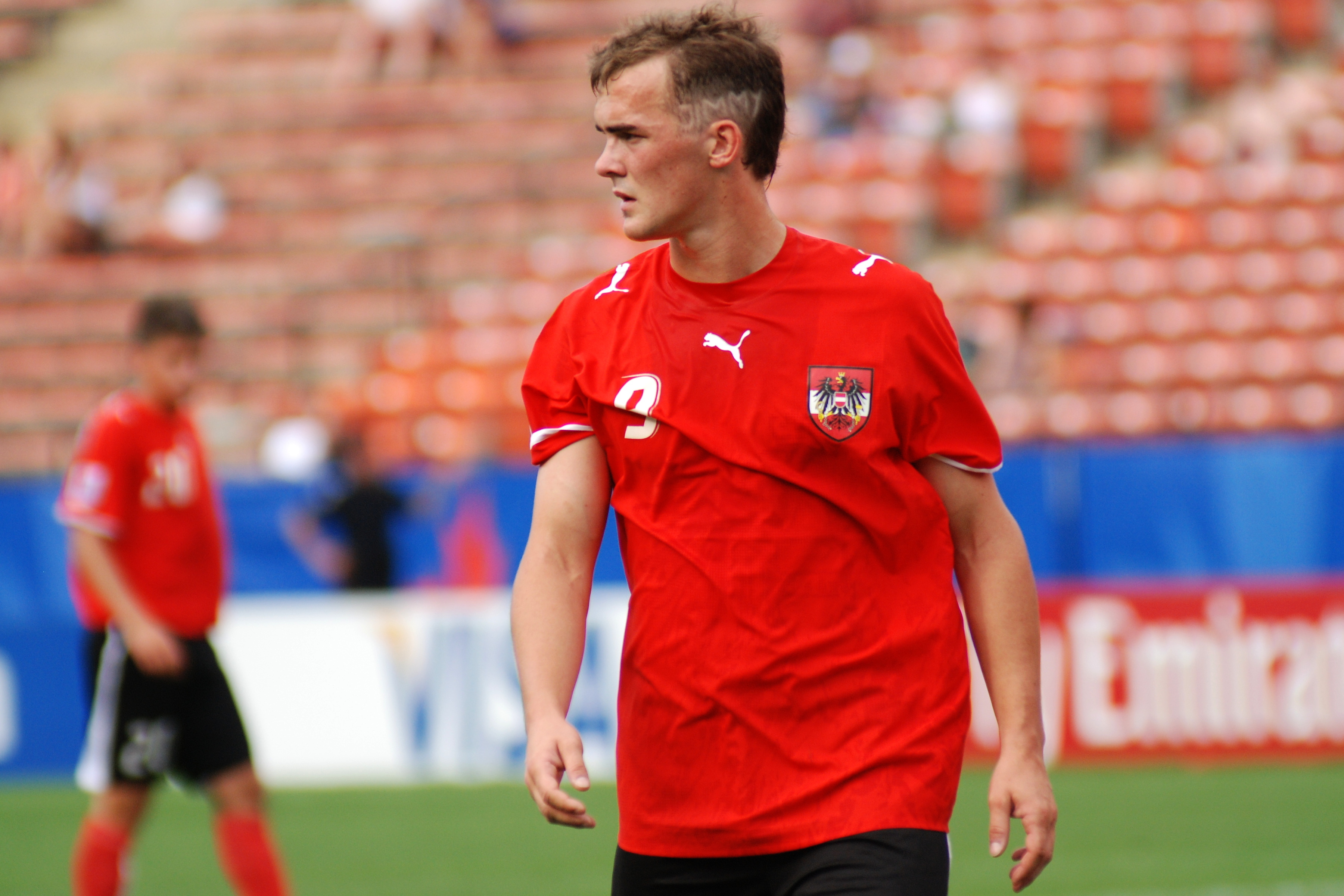
2007년 U-20 월드컵에 참가한 오스트리아 국가대표팀의 에르빈 호퍼.

### 청소년 국가대표팀
호퍼는 오스트리아의 여러 연령대 청소년 국가대표팀을 두루 거쳤다. 호퍼는 캐나다에서 열린 2007년 U-20 월드컵에서 7번의 경기에 출전하여 3번 득점을 올렸다. 이 대회에서 선전한 호퍼는 칼 브라우네더 감독으로부터 "지미"라는 뇌리에 스치는 별칭으로 불리기 시작했다. 그의 별칭은 지미 호파로부터 딴 별칭이었다.

### 성인 국가대표팀

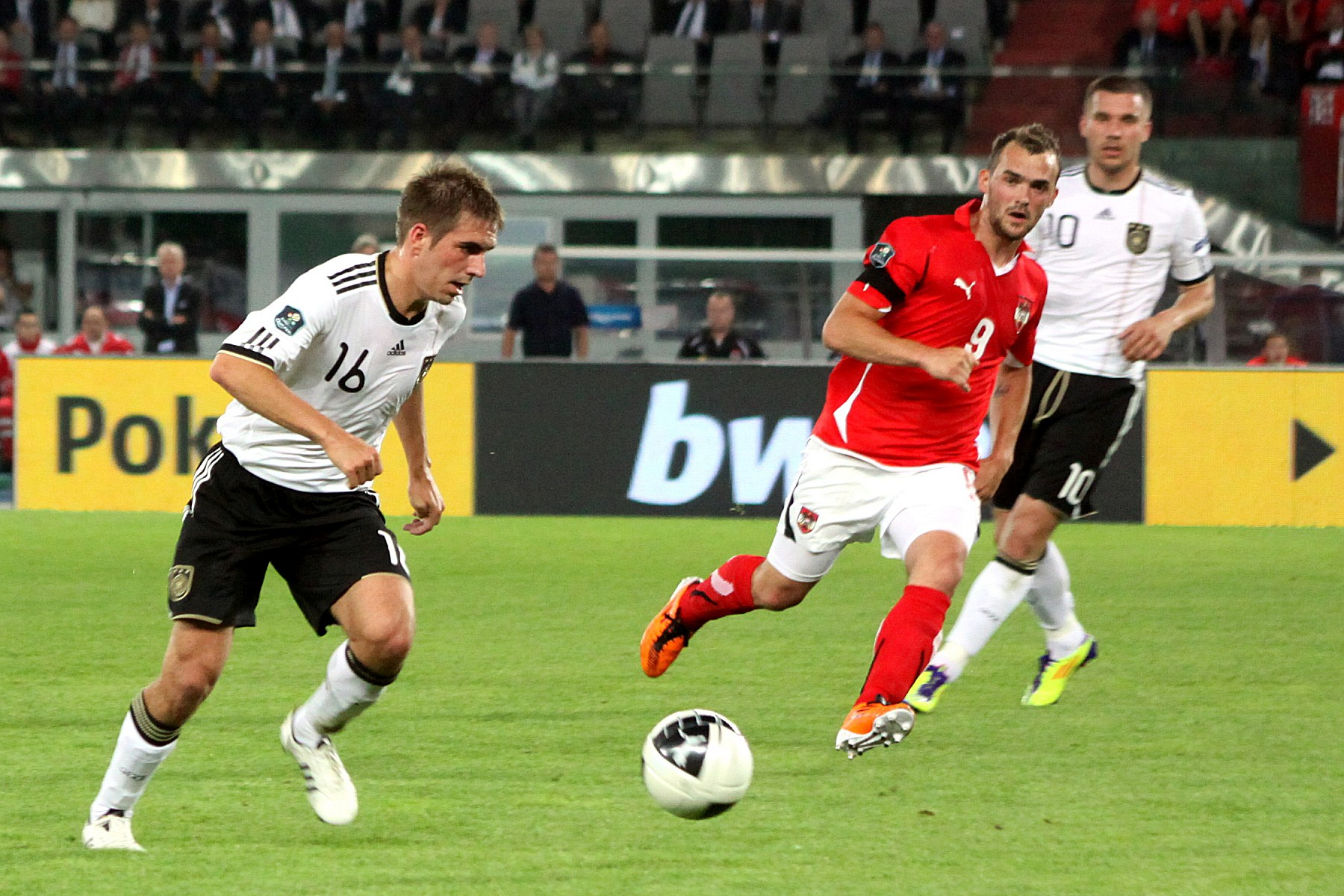
2011년 6월 3일, 독일을 상대하는 성인 국가대표팀의 호퍼.

2007년 5월 말, 호퍼는 성인 국가대표팀에 처음으로 차출되었고, 2007년 6월 2일에 0-0으로 비긴 파라과이와의 경기에서 45분을 출전하며 첫 경기를 치렀다.
그는 유로 2008에 오스트리아 국가대표팀 일원으로 참가했는데, 오스트리아는 스위스와 함께 이 대회를 공동 개최했다. 호퍼는 빈에서 열린 독일과의 조별 리그 최종전에서 딱 1경기 선발로 출전했다.
2009년 4월 1일, 호퍼는 2-1로 이긴 루마니아와의 2010년 월드컵 예선전 경기에서 2골을 기록했다. 2010년 초에 소속 구단인 나폴리에서 출전 기회를 잡지 못하면서 2경기를 결장한 후, 0-1로 패한 스위스와의 2010년 8월 11일 경기에서 8개월 만에 처음으로 국가대표팀 경기에 출전했다. 1개월 후인 2010년 9월 7일, 그는 2-0으로 이긴 카자흐스탄과의 경기에서 또다시 골망을 흔들었다. 호퍼는 2012년까지 오스트리아 국가대표팀 경기에 총 28번 출전하여 4골을 기록했다.

## 사생활
호퍼는 대가족 출신으로, 5녀 4남의 9남매이다. 호퍼는 유년 시절에 라피트 빈을 지지했다.
호퍼는 두 차례 사랑니를 발치했는데, 2010년에 발치했을 때에는 마스크를 착용해야 했다. 그는 차를 두 대 소유하고 있다: 아우디 Q7과 페라리 두 대인데, 카이저슬라우테른 시절에 두 대 모두 훈련장에 출근할 때 몰고 올 수 없도록 제제를 당했다.

## 경력 통계

### 클럽
2020년 1월 15일 기준
| 구단                             | 시즌      | 리그                  | 리그 | 리그 | 컵   | 컵 | 대륙 | 대륙 | 기타 | 기타 | 합계 | 합계 |
| 구단                             | 시즌      | 리그명                | 출장 | 골   | 출장 | 골 | 출장 | 골   | 출장 | 골   | 출장 | 골   |
| -------------------------------- | --------- | --------------------- | ---- | ---- | ---- | -- | ---- | ---- | ---- | ---- | ---- | ---- |
| 아드미라 바커                    | 2004–05   | 오스트리아 분데스리가 | 4    | 0    | 0    | 0  | —    | —    | —    | —    | 4    | 0    |
| 아드미라 바커                    | 2005–06   | 오스트리아 분데스리가 | 17   | 4    | 0    | 0  | —    | —    | —    | —    | 17   | 4    |
| 아드미라 바커                    | 합계      | 합계                  | 21   | 4    | 0    | 0  | —    | —    | —    | —    | 21   | 4    |
| 라피트 빈                        | 2006–07   | 오스트리아 분데스리가 | 21   | 4    | 1    | 0  | —    | —    | —    | —    | 22   | 4    |
| 라피트 빈                        | 2007–08   | 오스트리아 분데스리가 | 29   | 10   | —    | —  | 2    | 0    | —    | —    | 31   | 10   |
| 라피트 빈                        | 2008–09   | 오스트리아 분데스리가 | 34   | 27   | 3    | 1  | 2    | 1    | —    | —    | 39   | 29   |
| 라피트 빈                        | 2009–10   | 오스트리아 분데스리가 | 1    | 0    | 0    | 0  | 2    | 1    | —    | —    | 3    | 1    |
| 라피트 빈                        | 합계      | 합계                  | 85   | 41   | 4    | 1  | 6    | 2    | —    | —    | 95   | 44   |
| 나폴리                           | 2009–10   | 세리에 A              | 8    | 0    | 3    | 1  | —    | —    | —    | —    | 11   | 1    |
| 카이저슬라우테른 (임대)          | 2010–11   | 분데스리가            | 24   | 5    | 3    | 2  | —    | —    | —    | —    | 27   | 7    |
| 카이저슬라우테른 II (임대)       | 2010–11   | 서부 레기오날리가     | 1    | 3    | —    | —  | —    | —    | —    | —    | 1    | 3    |
| 아인트라흐트 프랑크푸르트 (임대) | 2011–12   | 2. 분데스리가         | 30   | 9    | 1    | 0  | —    | —    | —    | —    | 31   | 9    |
| 아인트라흐트 프랑크푸르트 (임대) | 2012–13   | 분데스리가            | 6    | 1    | 0    | 0  | —    | —    | —    | —    | 6    | 1    |
| 아인트라흐트 프랑크푸르트 (임대) | 합계      | 합계                  | 36   | 10   | 1    | 0  | —    | —    | —    | —    | 37   | 10   |
| 카이저슬라우테른                 | 2012–13   | 2. 분데스리가         | 14   | 3    | 0    | 0  | —    | —    | 2    | 0    | 16   | 3    |
| 포르투나 뒤셀도르프              | 2013–14   | 2. 분데스리가         | 24   | 9    | 0    | 0  | —    | —    | —    | —    | 24   | 9    |
| 포르투나 뒤셀도르프              | 2014–15   | 2. 분데스리가         | 21   | 4    | 1    | 0  | —    | —    | —    | —    | 22   | 4    |
| 포르투나 뒤셀도르프              | 합계      | 합계                  | 45   | 13   | 1    | 0  | —    | —    | —    | —    | 46   | 13   |
| 카를스루에                       | 2015–16   | 2. 분데스리가         | 27   | 4    | 1    | 0  | —    | —    | —    | —    | 28   | 4    |
| 카를스루에                       | 2016–17   | 2. 분데스리가         | 23   | 2    | 0    | 0  | —    | —    | —    | —    | 23   | 2    |
| 카를스루에                       | 합계      | 합계                  | 50   | 6    | 1    | 0  | —    | —    | —    | —    | 51   | 6    |
| 베이르스호트 빌레이크            | 2017–18   | 1부 B 리그            | 20   | 5    | 1    | 0  | —    | —    | 2    | 0    | 23   | 5    |
| 베이르스호트 빌레이크            | 2018–19   | 1부 리그              | 20   | 3    | 2    | 1  | —    | —    | 5    | 0    | 27   | 4    |
| 베이르스호트 빌레이크            | 합계      | 합계                  | 40   | 8    | 3    | 1  | —    | —    | 7    | 0    | 50   | 9    |
| 아드미라 바커                    | 2019–20   | 오스트리아 분데스리가 | 11   | 1    | 1    | 0  | —    | —    | —    | —    | 12   | 1    |
| 경력 합계                        | 경력 합계 | 경력 합계             | 135  | 94   | 17   | 5  | 6    | 2    | 9    | 0    | 367  | 101  |

1. ↑  UEFA컵 출장 경기 기록.
2. ↑  챔피언스리그 출장 경기 기록.
3. ↑  유로파리그 출장 경기 기록.
4. ↑  2. 분데스리가 승격 플레이오프전 출장 경기 기록.
5. 1 2  유로파리그 벨기에 플레이오프전 출장 경기 기록.

### 국가대표팀 득점 기록
아래의 점수에서 왼쪽의 점수가 오스트리아의 점수이며, 점수 열은 호퍼의 득점시 경기 상황을 나타낸다.
| # | 날짜            | 경기장                                    | 상대       | 점수 | 결과 | 대회                 |
| - | --------------- | ----------------------------------------- | ---------- | ---- | ---- | -------------------- |
| 1 | 2009년 4월 1일  | 오스트리아 클라겐푸르트 뵈르터제 슈타디온 | 루마니아   | 1–1  | 2–1  | 2010년 월드컵 예선전 |
| 2 | 2009년 4월 1일  | 오스트리아 클라겐푸르트 뵈르터제 슈타디온 | 루마니아   | 2–1  | 2–1  | 2010년 월드컵 예선전 |
| 3 | 2010년 9월 7일  | 오스트리아 잘츠부르크 레드 불 아레나      | 카자흐스탄 | 2–0  | 2–0  | 유로 2012 예선전     |
| 4 | 2011년 8월 10일 | 오스트리아 클라겐푸르트 뵈르터제 슈타디온 | 슬로바키아 | 1–2  | 1–2  | 친선경기             |

## 수상
라피트 빈
- 오스트리아 분데스리가: 2007–08